# Laura Dickenberger
Laura Dickenberger (* 31. Oktober 1991 in München) ist eine ehemalige deutsche Schauspielerin. 
Laura Dickenberger besuchte ein Gymnasium. Sie hat einen jüngeren Bruder, Felix Dickenberger. Durch einen Casting-Aufruf in der Zeitschrift Sport Bild kam sie zu ihrem Schauspieldebüt in dem Film Die Wilden Kerle 3 von 2007, in dem sie die Rolle der Lissi übernahm. Sie spielte die Anführerin der Bande „Biestige Biester“.